# 야마구치 슌
야마구치 슌(일본어: 山口 俊, 1987년 7월 11일 ~ )은 전 일본의 프로 야구 선수(투수)이다. 오이타현 나카쓰시 출신이다.
선친은 오즈모의 전 마쿠우치 리키시인 다니아라시 히사시이다.

## 인물

### 프로 입단 전
야나기가우라 고등학교 1학년 시절인 2003년 제85회 전국 고등학교 야구 선수권 대회에 출전했지만 첫 상대인 조소가쿠인 고등학교한테 패했다. 이후 2004년에 추계 대회인 규슈 대회와 메이지 진구 야구 대회에서 팀을 우승으로 이끌었다.
2005년 제77회 선발 고등학교 야구 대회에 출전하여 첫 상대인 덴리 고등학교와의 경기에서 1회에 최고 구속 151 km/h를 측정(NHK가 중계할 당시 강속구는 148 km/h)했으나 팀은 탈락했다. 같은 해 여름에 있은 제87회 전국 고등 학교 야구 선수권 오이타 대회에서는 준결승전 경기 도중 팔꿈치 통증을 일으켜 급거 강판됐다. 팀도 연장 11회까지 접전 끝에 패했다. 2005년 프로 야구 고교생 드래프트 회의에선 요코하마 베이스타스로부터 1순위 지명을 받았고 계약금 9,000만 엔과 연봉 870만 엔(금액은 추정치)이라는 조건으로 입단했다. 등번호는 11번으로 결정됐다.

### 요코하마·DeNA 시절

#### 2006년 ~ 2011년

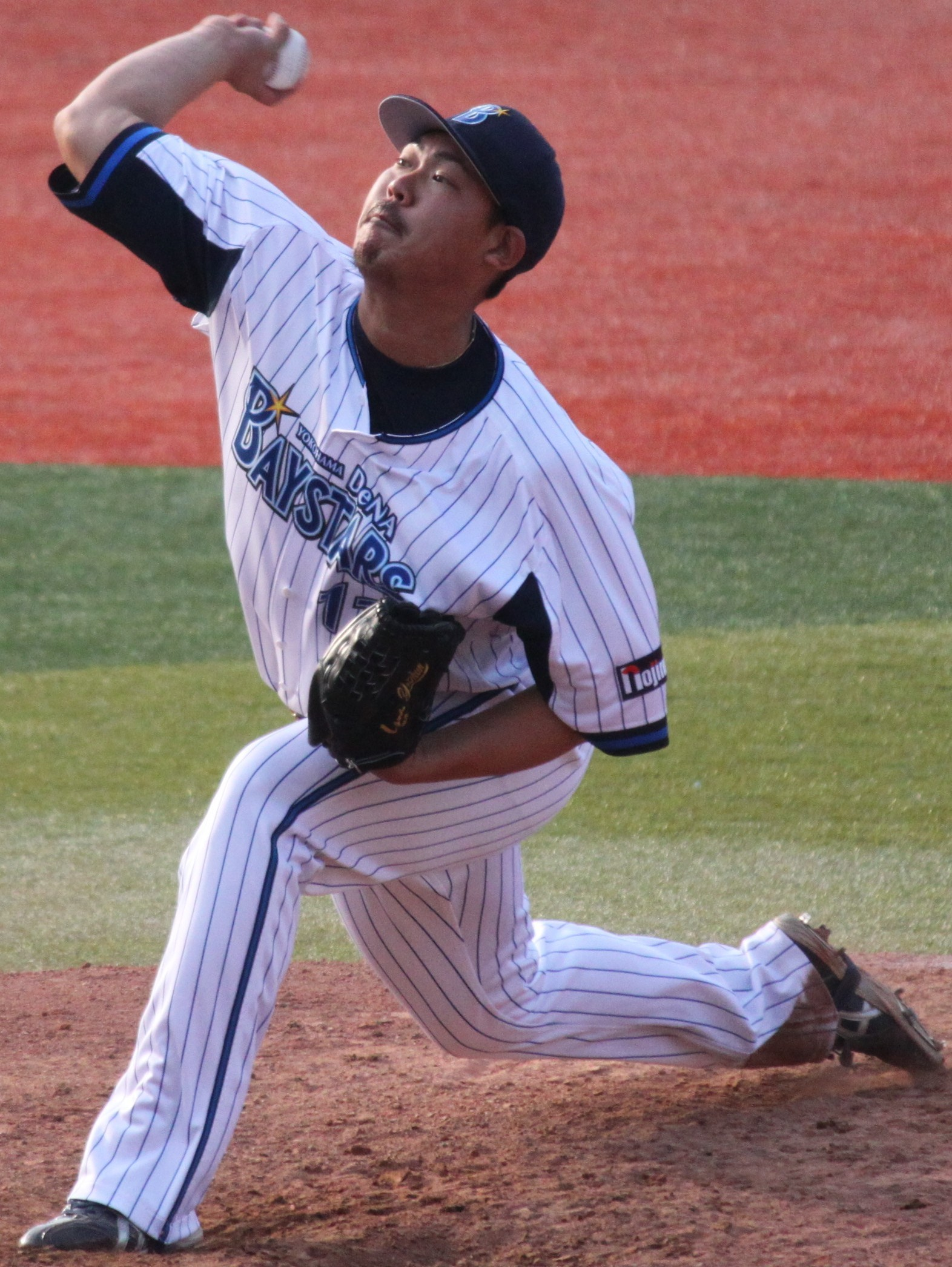
DeNA 시절(2013년 3월 17일, 요코하마 스타디움에서)

2006년 6월 23일 1군에 처음으로 승격했다. 같은 달 29일 요미우리 자이언츠전(요코하마 스타디움)에서 첫 등판과 동시에 첫 선발 등판을 이뤄 자신의 부모도 경기장까지 찾아와 관전했다. 5회초 투 아웃까지 주자를 단 한 명도 내보내지 않고 6이닝 동안 피안타 2개와 무4사구, 1실점 등의 호투로 승리 투수가 됐다. 그 해에는 5경기에 선발 등판하여 1승 2패, 평균 자책점 6.43이라는 성적으로 시즌을 마쳤다.
2007년에는 4경기에 선발 등판하여 0승 3패, 평균 자책점 6.30으로 시즌을 마쳤고 이듬해 2008년에는 구원으로만 등판하여 16경기에 그쳤지만 그해 평균 자책점은 0.76을 기록했다.
2009년에는 개막 이후부터 셋업맨으로서 1군에 합류했고 구원으로 10경기에 등판한 4월에는 14이닝을 던지는 등 14개의 탈삼진, 평균 자책점 0.64, 2승 5홀드를 기록한 끝에 센트럴 리그의 월간 MVP를 처음으로 수상했다. 시즌 중간부터 마무리 투수로 전향했는데 시즌 성적은 51경기에 등판하여 5승 4패 18세이브, 평균 자책점 3.27의 성적을 남겼다.
2010년에는 구단이 마무리 투수 후보로 크리스 부첵을 영입하면서 춘계 스프링 캠프에서는 선발 투수로의 재전향을 시야에 넣고 있었다. 하지만 부첵이 시범 경기에서 부진한 모습을 보여 시즌 개막 직전에 마무리 투수로 복귀했다. 센트럴 리그 감독 추천 선수로서 첫 출전한 올스타전에서는 두 경기에서 모두 1이닝을 던져 3자 범퇴로 처리하는 등의 맹활약을 펼쳤고 ‘두 경기를 통해 가장 인상적인 활약을 보인 선수’로서 ‘마쓰다 프리머시상’을 수상했다. 후반기에서는 본래의 모습을 되찾으며 자신의 첫 30세이브를 기록했다.
2011년에는 2년 연속 올스타전에 출전했고 2년 연속 30세이브를 기록했다. 그해 10월 22일 요미우리전(도쿄 돔)에서는 조노 히사요시에게서 일본 프로 야구 역대 8번째에 해당되는 대타 역전 끝내기 만루 홈런을 맞았다.

#### 2012년
정규 시즌에 들어가면서 부진을 면치 못할 정도의 만족스러운 결과를 내지 못하는 등 반성의 의미를 담아 삭발을 했다. 9월 4일의 도쿄 야쿠르트 스왈로스전에서 역대 25번째가 되는 통산 100세이브를 달성했는데 25세 나이에 100세이브 달성은 프로 야구 역사상 최연소 기록이며 그 해에는 최종적으로 개인 최다 기록이 되는 60경기에 등판, 1.74의 평균자책점으로 안정된 성적을 남겼다. 그러나 동점인 상황과 패전 처리 투수로서 등판하는 경우도 많이 있었는데 작년 시즌보다 세이브 개수가 줄어든 22 세이브를 기록했다.

#### 2013년
마무리 보직을 유지하며 시즌을 시작했지만 구원상황에서 안정적이지 못한 투구내용을 보이며 부진하기 시작했고, 결국 전년도 주니치 드래곤스에서 활약했던 외국인 투수인 호르헤 소사에게 마무리 자리를 넘기며 2군으로 내려갔고, 구위를 다듬고 난후 중간계투로서 어느정도 나아진 투구내용을 보였다. 44경기 등판 5승 2패 7세이브 6홀드 방어율 5.40을 기록하며 만족하지 못한 성적을 거두고 말았다.

#### 2014년
중간계투로 활약하다가 시즌이 진행되면서 선발진 부족으로 인해 선발 투수로 전환하였고 이후 좋은 투구내용을 보이며 DeNA 마운드의 숨통을 트이게 하였다. 33경기 등판 8승 5패 3홀드 방어율 2.90을 기록하며 선발 투수로서 다음시즌을 기대하게 되었다.

#### 2015년
전년도 이상의 성적을 기대하며 시즌을 시작했지만 선발 등판할 때마다 본인의 부진과 타선의 침묵, 구원진의 방화 등으로 승운이 따르지 못한 시즌이었다. 20경기 등판 3승 6패 방어율 4.49를 기록하였다.

#### 2016년
2016년 요코하마 DeNA의 선수회장으로 취임하며 시즌을 시작했고 전년도와 마찬가지로 선발투수로 활동하며 좋은 투구내용을 보였고 팀도 타자들의 타격능력 향상과 투수들의 마운드 향상이 맞물리며 19경기 등판 11승 5패 방어율 2.86을 기록하였다. 야마구치 본인으로서는 처음으로 1시즌 2자리수 승리를 기록하기도 하였다. 비록 부상과 피로로 인해 선발 로테이션에서 이탈하며 등판 횟수가 적었지만 베이스타스 구단의 11년만의 상위권 진입, 경험하지 못했던 클라이맥스 시리즈에 진출하는데 기여를 하였다. 시즌이 끝나고 11월에 FA를 신청하였고 요미우리 자이언츠와 협상 후 이적에 합의하였고 11년간 활약한 팀을 떠나게 되었다.

## 플레이 스타일

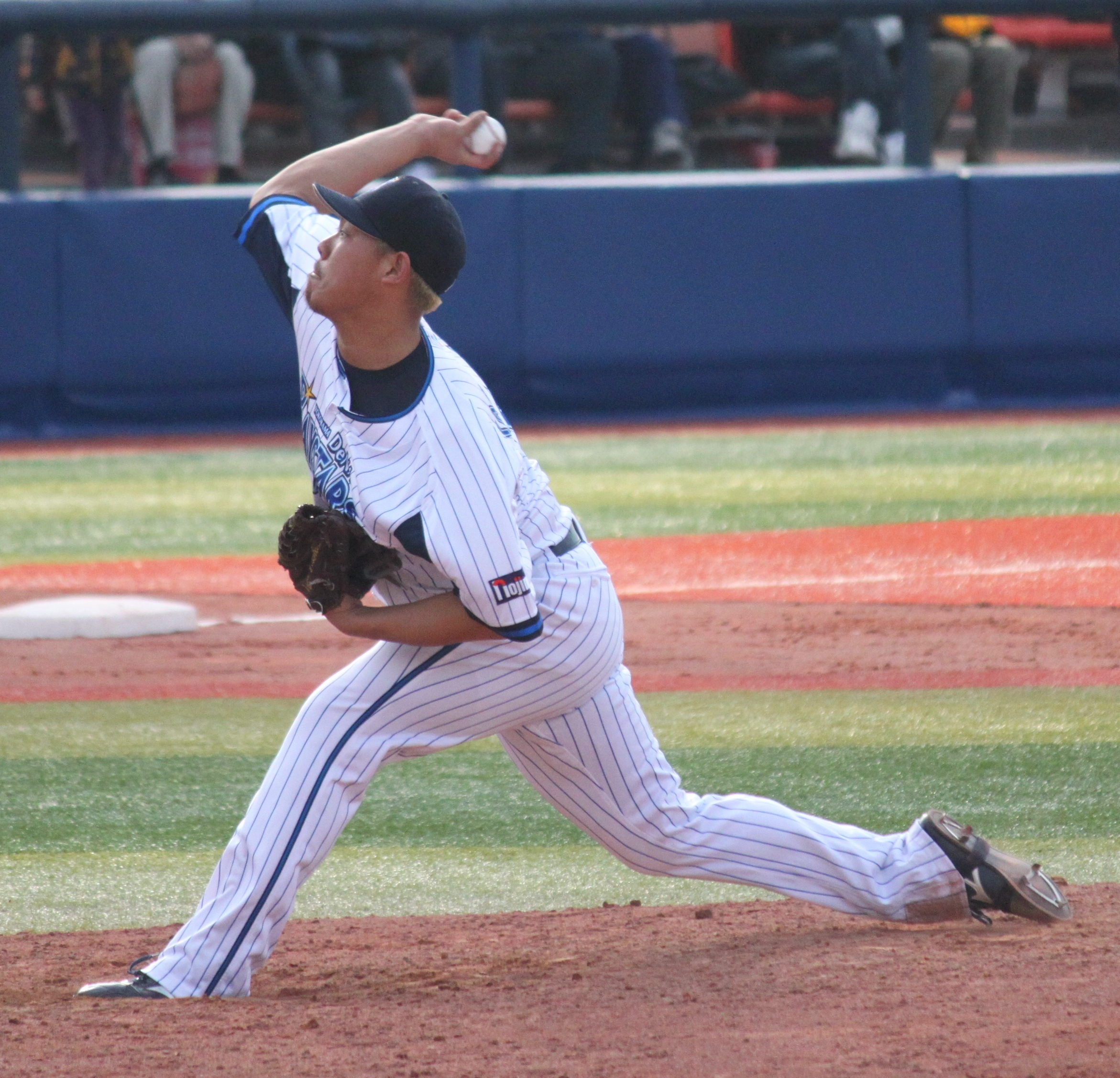
야마구치의 투구폼(2012년 3월 20일, 요코하마 스타디움에서)

2008년에 야구계에서의 최고 성적인 피타율 1할 5푼 4리를 기록하면서 최고 속도 157 km/h의 스트레이트와 슬라이더를 축으로 포크볼과 커브를 끼워 넣어 통산 탈삼진률은 9.80으로 매우 높은 편이다. 특히 1군에 머문 2009년부터는 2년 간 계속되어 마크 크룬과 후지카와 규지의 뒤를 이은 구원 투수 중 리그 3위의 탈삼진률을 기록하고 있다.

## 상세 정보

### 출신 학교
- 야나기가우라 고등학교

### 선수 경력
프로팀 경력
- 요코하마 베이스타스·요코하마 DeNA 베이스타스(2006년 ~ 2016년)
- 요미우리 자이언츠(2017년 ~ 2019년, 2021년 ~ 2022년)
- 토론토 블루제이스(2020년)

국가 대표 경력
- 2019년 WBSC 프리미어 12 일본 국가대표

### 수상·타이틀 경력

#### 타이틀
- 다승왕 : 1회(2019년)
- 최다 탈삼진 : 1회(2019년)
- 최고 승률 : 1회(2019년)

#### 수상
- 베스트 나인 : 1회(2019년) ※투수 부문
- 월간 MVP : 5회(2009년 4월, 2014년 6월, 2014년 9월, 2019년 3·4월, 2019년 6월) ※투수 부문
- 올스타전 마쓰다 프리머시상 : 1회(2010년)
- 최우수 배터리상 : 1회(2019년) ※포수: 고바야시 세이지

### 개인 기록

#### 투수 기록
- 첫 등판·첫 선발 등판·첫 승리: 2006년 6월 29일, 대 요미우리 자이언츠 9차전(요코하마 스타디움), 6이닝 2피안타 1실점[6]
- 첫 탈삼진: 상동, 2회초에 이승엽으로부터 헛스윙 삼진[6]
- 첫 홀드: 2008년 9월 23일, 대 한신 타이거스 20차전(한신 고시엔 구장), 9회말에 3번째 투수로서 구원 등판, 1이닝 무실점[7]
- 첫 세이브: 2009년 5월 5일, 대 요미우리 자이언츠 4차전(도쿄 돔), 9회말에 4번째 투수로서 구원 등판·마무리, 1이닝 무실점[8]
- 첫 완투·첫 완투 승리: 2014년 9월 3일, 대 한신 타이거스 18차전(한신 고시엔 구장), 9이닝 5피안타 1실점 11탈삼진
- 첫 완봉 승리: 2014년 9월 10일, 대 도쿄 야쿠르트 스왈로스 21차전(요코하마 스타디움), 9이닝 4피안타 5탈삼진 무볼넷

#### 타격 기록
- 첫 안타: 2006년 7월 15일, 대 히로시마 도요 카프 9차전(요코하마 스타디움), 2회말에 오시마 다카유키로부터 중전 안타[9]
- 첫 타점: 2010년 7월 17일, 대 요미우리 자이언츠 12차전(요코하마 스타디움), 8회말에 구보 유야로부터 우전 결승 2점 적시타[10]
- 첫 홈런: 2014년 7월 1일, 대 주니치 드래건스 9차전(이시카와 현립 야구장), 3회초에 아사쿠라 겐타로부터 좌월 솔로 홈런

#### 기록 달성 경력
- 통산 100세이브: 2012년 9월 4일, 대 도쿄 야쿠르트 스왈로스 17차전(요코하마 스타디움), 9회초에 2번째 투수로서 구원 등판·마무리, 1이닝 무실점 ※역대 25번째[11]
- 통산 1000투구 이닝: 2019년 6월 29일, 대 도쿄 야쿠르트 스왈로스 10차전(아키타 고마치 스타디움), 7회말 1사에 나카야마 쇼타로부터 루킹 삼진 ※역대 353번째
- 통산 1000탈삼진: 2019년 8월 12일, 대 히로시마 도요 카프 18차전(MAZDA Zoom-Zoom 스타디움 히로시마), 3회말에 스즈키 세이야로부터 루킹 삼진 ※역대 150번째

#### 기타
- 올스타전 출장: 3회(2010년, 2011년, 2019년) ※2016년에 선출됐지만 출전 포기
- 선발 투수 최단 위협구 퇴장: 2014년 7월 21일, 대 주니치 드래건스 11차전(요코하마 스타디움), 1회초에 5구째를 와다 가즈히로의 머리 부분을 향해 몸에 맞는 볼을 던짐
- 노히트 노런: 2018년 7월 27일, 대 주니치 드래건스 12차전(도쿄 돔), 1볼넷의 준퍼펙트 게임 ※역대 79번째, 90번째

### 등번호
- 11(2006년 ~ 2016년, 2019년)
- 42(2017년 ~ 2018년)
- 1(2020년)
- 99(2021년 6월 11일 ~ 종료)
- 17(2022년)

### 연도별 투수 성적
| 연 도       | 소 속         | 등 판 | 선 발 | 완 투 | 완 봉 | 무 4 구 | 승 리 | 패 전 | 세 이 브 | 홀 드 | 승 률 | 타 자 | 이 닝  | 피 안 타 | 피 홈 런 | 볼 넷 | 고 4 | 몸 맞 | 탈 삼 진 | 폭 투 | 보 크 | 실 점 | 자 책 점 | 평 자 책 | W H I P |
| ----------- | ------------- | ----- | ----- | ----- | ----- | ------- | ----- | ----- | -------- | ----- | ----- | ----- | ------ | -------- | -------- | ----- | ---- | ----- | -------- | ----- | ----- | ----- | -------- | -------- | ------- |
| 2006년      | 요코하마 DeNA | 5     | 5     | 0     | 0     | 0       | 1     | 2     | 0        | 0     | .333  | 93    | 21.0   | 22       | 8        | 8     | 0    | 2     | 17       | 0     | 0     | 15    | 15       | 6.43     | 1.43    |
| 2007년      | 요코하마 DeNA | 6     | 4     | 0     | 0     | 0       | 0     | 3     | 0        | 0     | .000  | 94    | 20.0   | 21       | 4        | 10    | 0    | 1     | 14       | 1     | 0     | 16    | 14       | 6.30     | 1.55    |
| 2008년      | 요코하마 DeNA | 16    | 0     | 0     | 0     | 0       | 1     | 1     | 0        | 2     | .500  | 96    | 23.2   | 10       | 1        | 16    | 0    | 1     | 28       | 2     | 0     | 2     | 2        | 0.76     | 1.10    |
| 2009년      | 요코하마 DeNA | 51    | 0     | 0     | 0     | 0       | 5     | 4     | 18       | 7     | .556  | 223   | 55.0   | 44       | 7        | 17    | 0    | 4     | 68       | 5     | 0     | 22    | 20       | 3.27     | 1.11    |
| 2010년      | 요코하마 DeNA | 54    | 0     | 0     | 0     | 0       | 2     | 8     | 30       | 2     | .200  | 282   | 68.2   | 57       | 6        | 24    | 5    | 1     | 78       | 3     | 0     | 20    | 20       | 2.62     | 1.18    |
| 2011년      | 요코하마 DeNA | 59    | 0     | 0     | 0     | 0       | 2     | 6     | 34       | 1     | .250  | 253   | 61.1   | 46       | 5        | 19    | 1    | 4     | 48       | 3     | 0     | 20    | 17       | 2.49     | 1.06    |
| 2012년      | 요코하마 DeNA | 60    | 0     | 0     | 0     | 0       | 1     | 2     | 22       | 3     | .333  | 258   | 62.0   | 46       | 1        | 22    | 4    | 5     | 62       | 2     | 0     | 13    | 12       | 1.74     | 1.10    |
| 2013년      | 요코하마 DeNA | 44    | 0     | 0     | 0     | 0       | 5     | 2     | 7        | 6     | .714  | 202   | 46.2   | 46       | 6        | 16    | 1    | 2     | 48       | 5     | 0     | 28    | 28       | 5.40     | 1.33    |
| 2014년      | 요코하마 DeNA | 33    | 17    | 3     | 2     | 1       | 8     | 5     | 0        | 3     | .615  | 536   | 124.0  | 107      | 5        | 60    | 0    | 3     | 96       | 5     | 0     | 58    | 40       | 2.90     | 1.35    |
| 2015년      | 요코하마 DeNA | 20    | 20    | 2     | 0     | 0       | 3     | 6     | 0        | 0     | .333  | 508   | 114.1  | 127      | 13       | 42    | 0    | 3     | 119      | 6     | 1     | 67    | 57       | 4.49     | 1.48    |
| 2016년      | 요코하마 DeNA | 19    | 19    | 5     | 3     | 0       | 11    | 5     | 0        | 0     | .688  | 570   | 138.2  | 112      | 10       | 44    | 0    | 4     | 121      | 5     | 0     | 48    | 44       | 2.86     | 1.13    |
| 2017년      | 요미우리      | 4     | 4     | 0     | 0     | 0       | 1     | 1     | 0        | 0     | .500  | 97    | 21.0   | 24       | 5        | 16    | 0    | 1     | 22       | 1     | 1     | 15    | 15       | 6.43     | 1.90    |
| 2018년      | 요미우리      | 30    | 21    | 6     | 2     | 0       | 9     | 9     | 1        | 1     | .500  | 644   | 154.0  | 127      | 18       | 60    | 1    | 9     | 144      | 4     | 0     | 66    | 63       | 3.68     | 1.21    |
| 2019년      | 요미우리      | 26    | 26    | 0     | 0     | 0       | 15    | 4     | 0        | 0     | .789  | 705   | 170.0  | 137      | 8        | 60    | 1    | 13    | 188      | 4     | 0     | 60    | 55       | 2.91     | 1.16    |
| 통산 : 14년 | 통산 : 14년   | 427   | 116   | 16    | 7     | 1       | 64    | 58    | 112      | 25    | .525  | 4561  | 1080.1 | 926      | 97       | 414   | 13   | 53    | 1053     | 46    | 2     | 450   | 402      | 3.35     | 1.24    |

- 2019년 시즌 종료 기준
- 굵은 글씨는 시즌 최고 성적.
- 요코하마(요코하마 베이스타스)는 2012년에 DeNA(요코하마 DeNA 베이스타스)로 구단명을 변경